# عشق؟
«عشق؟» (به انگلیسی: Love?) آلبومی از هنرمند اهل ایالات متحده آمریکا جنیفر لوپز است که در ۲۹ آوریل ۲۰۱۱ منتشر شد.